# Романченко Віктор Дмитрович
Романченко Віктор Дмитрович (нар. 25 серпня 1978, Білозерка, Херсонська область) — український співак, рок-музикант. Переможець другого сезону музичного талант-шоу «X-Фактор».

## Біографія
Романченко Віктор Дмитрович народився 25 серпня 1978 року в Херсонській області, в смт Білозерка. Закінчив Білозерську середню школу № 1 у 1995 році. Паралельно з навчанням у школі професійно займався греко-римською боротьбою в спортивній школі. В спортивній кар'єрі досяг 1 місця на молодіжному чемпіонаті України в Запоріжжі, брав участь у чемпіонаті світу у Польщі.

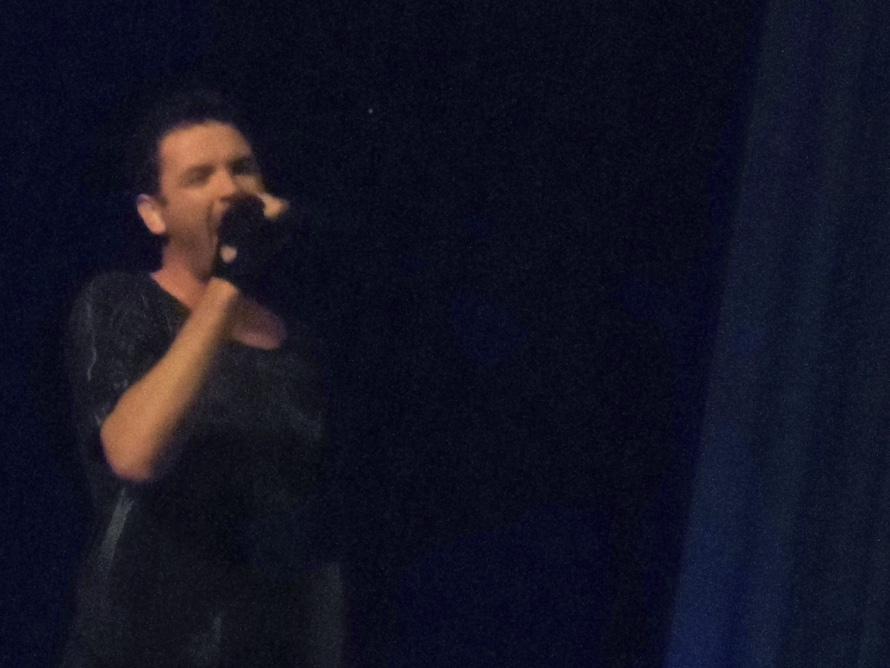
У Мелітополі

Після закінчення школи припинилася і спортивна кар'єра. У 1997 році Віктор вступив до Херсонського державного університету на факультет фізичного виховання, де він навчався 5 років і у 2002 році закінчивши заклад, отримав диплом з відзнакою із кваліфікацією: «Спеціаліст». Залишився викладачем на кафедрі ТМФВ (Теорія і методика фізичного виховання). За весь час навчання в університеті дуже часто виступав на концертах, які відбувались в університеті і концертних залах Херсону.

### 2010: «X-Фактор»
Віктор Романченко став відомим на всю Україну завдяки участі у номінації «X-Фактор онлайн» у 2010 році, де він вперше вийшов на велику сцену з піснею Авраама Руссо «Я не люблю вас и люблю». Глядачам сподобався виступ, і тому вже за три тижні Віктор, як переможець номінації, виступив на одній сцені з учасниками шоу у гала-концерті першого сезону X-Фактор з піснею «Scorpions» «Still Loving You». За правилами шоу, переможець Х-Фактор онлайн автоматично потрапляє до тренувального табору наступного сезону шоу. Так сталося і з Віктором, який дуже вдало подолав тренувальний табір, пройшов етап «Візити до суддів» і став переможцем другого сезону X-Фактор. У суперфіналі він переміг Олега Кензова. Романченко отримав звання найкращого вокаліста країни, а також два мільйони гривень.
у 2012 році виступав на одній сцені з легендарним гуртом «Queen» та Адамом Ламбертом, заспівавши з ними одну пісню, на благодійному концерті у підтримку людей, хворих на СНІД. Був запрошений до виступу на концерти Елтона Джона та гурту «Queen» у Києві 30 червня як співвиконавець.

### 2014: Національний відбір на «Євробачення-2014»
Вокалісту, який вже встиг прославитися, виступаючи на музичному шоу, цього разу вдалося підкорити і суддів національного відбору. За результатами першого етапу національного відбору Віктор Романченко був внесений до двадцятки найкращих.

## Сингли
- 2013 — «На краю пропасти» (відбір на Євробачення-2014)
- 2018 — «Боли не будет»[4]
- 2021 — «Я услышу»[5]
- 2022 — «Незламні»[6]